# Chiesa di Santa Maria Assunta (Brunico)
La chiesa parrocchiale di Santa Maria Assunta (in tedesco Pfarrkirche Mariä Himmelfahrt) sorge a Brunico in Alto Adige.

## Storia
La parrocchiale sorge dove già dal XIII secolo esisteva una piccola cappella, della quale alcuni documenti parlano nel 1316. Nel 1381 la piccola cappella fu ingrandita e divenne quindi una chiesa a tutti gli effetti e quindi nuovamente consacrata. Nel 1515 fu riedificata in stile gotico dal maestro Valentin Winkler di Falzes, ma la costruzione non venne mai terminata. Nel 1610 la chiesa divenne la chiesa parrocchiale (Pfarrkirche Mariä Himmelfahrt).
Nel 1789 avvenne la consacrazione della chiesa costruita in stile classicheggiante dal costruttore brunicense Jakob Philipp Santer. Infine tra il 1851 e il 1853 l'architetto viennese Hermann von Bergmann ristrutturò la chiesa in stile neoromanico. I dipinti all'interno sono opere dei pittori tirolesi Georg Mader e Franz Hellweger. Di pregevole fattura anche il bassorilievo di bronzo, la deposizione, del 1620. La sacrestia ospita begli armadi del XV secolo.
Sul frontale della chiesa campeggia l'iscrizione O. A. M. G. D. E. B. V. M., acronimo di Omnia ad maiorem gloriam Dei et beatae Virginis Mariae.
Sul retro della chiesa si trova il cimitero comunale di Brunico.

## Campane
Le due torri contengono un pesante concerto di 5 campane inceppate "a slancio tirolese", intonate secondo l'accordo di Salve Regina con la doppia ottava (Sib2 - Sib3). Sono state fuse interamente dalla fonderia Vescovile Cavadini di Verona nel 1931. È presente inoltre un timpano per il battito dei quarti.